# 徳島市警察
徳島市警察（とくしましけいさつ）は、かつて存在した徳島県徳島市の自治体警察。

## 概要
従来の徳島県警察部が解体され、1948年（昭和23年）3月7日に徳島市警察署が設置された。
1950年（昭和25年）8月に拳銃の携帯が認められた。1952年（昭和27年）1月に、集団行進及び集団示威運動に関する条例（公安条例）が市議会で制定された。
1954年（昭和29年）に新警察法が公布された。これにより国家地方警察と自治体警察が廃止され、新たに徳島県警察が発足。徳島市警察も県警察に統合され、姿を消した。

## 組織
1948年（昭和23年）時点
- 警務課
- 会計課
- 刑事課
- 行政課
- 公安課
- 警ら課